# Перша чистка
«Судна ніч. Початок» (англ. The First Purge) — науково-фантастичний бойовик жахів 2018 року, четверта стрічка франшизи «Судна ніч».

## Сюжет
Наркоман Скелетор розмовляє з людиною з партії, що його переповнює ненависть і він змушує заглушати це почуття наркотиками. В нього є бажання влаштувати чистку. Чоловік відповідає, що в нього з'явиться така можливість.
Середина ХХІ століття. США переживає економічну та соціальну кризу, в країні високий рівень безробіття та наркоманії. «Нові Батьки-засновники», що прийшли на зміну старих партій, разом з доктором Епдейл пропонують експеримент — легалізувати на Статен-Айленді будь-який вид злочинності, щоб дати можливість випустити пару. Учасники отримають грошову винагороду, але не всі погоджуються.
Частина місцевих жителів їде зі Стейтен-Айленду. Ніа — супротивниця Судної ночі приєднується до друзів, які вирішили перечікувати в церкві. Її брат, Ісая, обманює її і залишається, щоб розквитатися зі Скелетором. У відведений час територію закривають. Учасники одягають лінзи з відеокамерами, у небі починають кружляти дрони. Після першого вбивства не відбулось сплеску агресії, люди мародерствували та займалися вандалізмом, але фаза насильства наступила значно пізніше.
Ісая не знаходить в собі сил вбити Скелетора. Він телефонує сестрі. Дорогою на неї нападає Скелетор, але брат рятує Нію. Вдвох вони повертаються в церкву. Брат та сестра виявляють, що група байкерів вчинила розправу, вбивши майже всіх, хто там був. Їхнім друзям вдалося вижити, тепер вони будуть переховуватись у квартирі Ісаї та його сестри. Голова адміністрації Сабіан зізнається Епдейл, що найняв людей, щоб повбивати мешканців перенаселених і збіднілих районів, тим самим встановивши баланс між багатими та бідними. Арно надає наказ вивезти Мей та знищити відеозапис.
Наркоторговець Дмитрій дізнається про наміри угрупування. Він прямує до Нії. Йому з боєм вдається дістатися квартири брата та сестри. Скелетор гине. Вибухівка знищує найманців. Сирена сповіщає про закінчення Судної ночі.
Брат з сестрою виводять пораненого Дмитрія. Мешканці комплексу, які вижили, дякують за допомогу. Арно Сабіан повідомляє про успіх експерименту, наступного року Судна ніч стане загальнонаціональною.

## У ролях
| Актор            | Роль        |
| ---------------- | ----------- |
| І’лан Ноель      | Дмитрій     |
| Лекс Скотт Девіс | Ніа         |
| Джоіван Вейд     | Ісая        |
| Стів Гарріс      | Фредді      |
| Маріса Томей     | Мей Епдейл  |
| Магга            | Долорес     |
| Лорен Велес      | Луїза       |
| Ротімі Пол       | Скелетор    |
| Марія Рівера     | Анна        |
| Патрік Дарро     | Ерло Сабіан |
| Мелоні Діаз      | Джуані      |

## Створення фільму

### Виробництво
Зйомки фільму почались в середині вересня 2017 року в Баффало, Нью-Йорк.

### Знімальна група
- Кінорежисер — Герард Мак-Мюррей
- Сценарист — Джеймс ДеМонако
- Кінопродюсери — Майкл Бей, Джейсон Блум, Ендрю Форм, Бред Фуллер, Себастьєн Лемерсьє
- Композитор — Кевін Лакс
- Кінооператор — Анастас Н. Мічос
- Кіномонтаж — Джим Пейдж
- Художник-постановник — Шарон Ломофскі
- Артдиректор — Девід Бланкеншіп
- Художник-декоратор — Меттью Салліван
- Художник-костюмер — Амела Каксіч
- Підбір акторів — Крістін Кромер, Сара Домьєр Ліндо, Террі Тейлор[4]

## Сприйняття
Фільм отримав переважно негативні відгуки. На сайті Rotten Tomatoes оцінка стрічки становить 54 % на основі 151 відгук від критиків (середня оцінка 5,4/10) і 29 % від глядачів із середньою оцінкою 2,4/5 (2 525 голосів). Фільму зарахований «гнилий помідор» від кінокритиків та «розсипаний попкорн» від глядачів, Internet Movie Database — 5,1/10 (34 601 голос), Metacritic — 54/100 (39 відгуків критиків) і 4,5/10 (98 відгуків від глядачів).